# 马步英
马步英（1899年7月—1991年4月14日），江西省景德镇人。中华人民共和国政治人物。
早年担任孙中山大本营第七路游击司令部辎重队队长，北伐军新编第十六师辎重大队中队长。后参加中国工农红军，担任红十军团独立师副官主任，红十军侦察科科长，闽赣军区侦察科科长。抗日战争时期，先后担任新四军军部侦察参谋，新四军江南指挥部、苏北指挥部侦察科科长，新四军军部侦察科科长，参加郭村战斗和黄桥战役。第二次国共内战期间，曾任华中军区司令部侦察科科长。中华人民共和国成立后，担任南京市公安总队总队长，华东军区司令部气象处处长。1955年，任上海市气象局局长兼上海中心气象台台长。1961年，任江西省科学技术委员会副主任。1991年去世。